# پیر نورد
پیر نورد (به فرانسوی: Pierre Nord) با نام اصلی آندره برویارد (به فرانسوی: André Brouillard) (زاده ۱۵ آوریل ۱۹۰۰ - درگذشته ۱۳ دسامبر ۱۹۸۵) جاسوسی‌نویس فرانسه و یکی از مهم‌ترین نویسندگان رمان جاسوسی در جهان است.

## زندگی‌نامه
برویارد در لو کاتو-کامبرزی، نر متولد شد. وی به عنوان جنگنده مقاومت در جنگ جهانی اول شرکت کرد و در سال ۱۹۱۶ توسط آلمانی‌ها در سن کوئنتین آیزن دستگیر شد و محکوم به اعدام شد و بعداً مورد عفو قرار گرفت.
او در سن کر (۱۹۲۰–۱۹۲۲)، Ecole de Guerre (مدرسه جنگ برتر) (۱۹۳۲–۱۹۳۲) و Ecole libre des politiques علوم (مدرسه آزاد علوم سیاسی) تحصیل کرد. 
در سال ۱۹۳۹، برویارد به عنوان رئیس اطلاعات ارتش ۹ و ۱۰ ارتش منصوب شد. در طول حمله آلمان در سال ۱۹۴۰، او دوباره اسیر شد، وی فرار کرد و فرمانده یکی از فعال‌ترین واحدهای مقاومت فرانسه شد. برویارد در جنگ جهانی دوم  به عنوان سرهنگ شرکت داشت و به او مدال‌های نظامی اعطا شد.
برویارد اولین رمان جاسوسی خود را با نام Double Crime sur la ligne Maginot (Double Crime on the Maginot Line) در سال ۱۹۳۶ با نام مستعار پیر نورد منتشر کرد. توطئه پرتنش و پیچیده حول شکار یک جاسوس قاتل آلمانی که در یکی از قلعه‌های مگینوت لاین فعالیت داشت، چرخید. این جاسوسی که به عنوان ستوان ارتش فرانسه به عنوان یک ستوان درآمده بود، توسط یک دام ابتکاری که توسط کاپیتان عملی Deuxième Bureau، پیر اردانت ، گذاشته شده بود، خنثی شد. ...
او علوم سیاسی خواند، وارد سازمان جاسوسی فرانسه شد؛ و یکی از معدود افسران فرانسوی بود که در طول جنگ دوم جهانی هم‌پای پارتیزان‌ها علیه فاشیسم جنگید و اسیر نشد. پس از خاتمه جنگ، اگرچه رابطه‌اش را با سازمان جاسوسی فرانسه حفظ کرده بود، ولی به کار نوشتن پرداخت.
وی با نگارش کتاب «جنایت دوگانه در خط ماژینو» (Double crime sur la ligne Maginot) (۱۹۳۶) رمان جاسوسی را در فرانسه زنده کرد. «کتاب رفقای من مرده‌اند» در سه جلد، جزو کتاب‌های درسی اکثر دانشگاه‌های نظامی دنیاست. پیر نورد بیش از صد رمان جاسوسی نوشته و علاوه بر اینکه بسیار خوب رمان جاسوسی می‌نوشت دارای دانش سیاسی و ژئوپلیتیک نیز بود.

## تالیفات
- جنایت دوگانه در خط ماژینو (۱۹۳۶)
- رفقای من مرده‌اند
- ستون ششم (۱۹۵۶)
- دختران بخارست
- همدستی با دشمن
- جاسوسان کنار آتش
- اعتراف دوجانبه
- جوخه اعدام